# Jetse Bol
Jetse Bol (ur. 8 września 1989 w Avenhorn) – holenderski kolarz szosowy.

## Osiągnięcia
Opracowano na podstawie:

2006
- 2. miejsce w mistrzostwach Holandii juniorów (jazda indywidualna na czas)
- 3. miejsce w Circuit de la Région Wallonne

2007
- 3. miejsce w Junioren Driedaagse van Axel

2009
- 1. miejsce w Olympia’s Tour
  - 1. miejsce w prologu

2010
- 1. miejsce w prologu Tour de Normandie
- 1. miejsce w Le Triptyque des Monts et Châteaux
  - 1. miejsce na 2. etapie
- 1. miejsce na 1. etapie Tour de Bretagne

2011
- 1. miejsce na 1. i 3. etapie Tour de Bretagne
- 2. miejsce w Omloop der Kempen
- 1. miejsce w Olympia’s Tour
  - 1. miejsce na 1. i 6. etapie
- 3. miejsce w Kernen Omloop Echt-Susteren

2015
- 1. miejsce w Olympia’s Tour
  - 1. miejsce na 2. etapie

## Rankingi
| Rok              | 2009 | 2010 | 2011 | 2012 | 2013 | 2014 | 2015 | 2016  | 2017 | 2018  | 2019 | 2020 | 2021 | 2022  | 2023 |
| ---------------- | ---- | ---- | ---- | ---- | ---- | ---- | ---- | ----- | ---- | ----- | ---- | ---- | ---- | ----- | ---- |
| World Ranking    |      |      |      |      |      |      |      | 1203. | 585. | 2092. | 551. | 539. | 889. | 1307. | 975. |
| UCI Europe Tour  | 304. | 84.  | 41.  |      |      |      | 204. | 825.  | 335. | 1530. | 420. | 438. | 679. | 907.  | -    |
| UCI Asia Tour    | -    | -    | -    |      |      |      | -    | -     | 591. | -     |      |      |      |       |      |
| UCI America Tour | -    | 308. | -    |      |      |      | -    | -     | -    | -     |      |      |      |       |      |
|                  |      |      |      |      |      |      |      |       |      |       |      |      |      |       |      |
| Źródło: UCI      |      |      |      |      |      |      |      |       |      |       |      |      |      |       |      |